# クルト・ヘルツシュタルク

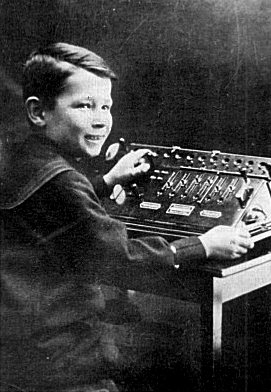
父の会社の計算機をデモで操作する8歳のヘルツシュタルク

クルト・ヘルツシュタルク（Curt Herzstark、1902年7月26日 - 1988年10月27日）は、ウィーン生まれのユダヤ系オーストリア人。第二次世界大戦中に携帯型の機械式計算機であるクルタ計算機を設計した。リヒテンシュタインのネンデルンで亡くなった。
父のザムエル・ヤーコプ・シュタルクはオーストリア＝ハンガリー帝国で最初に計算機製造を手掛け、クルトも子どもの頃から父の工場に出入りし展示会で計算機の操作をしていた。中学校を卒業すると父の工場で技術者として従事し、家業の傍ら高等工業学校を卒業。1938年に、ヘルツシュタルクは父の会社の技術部長を務めていたころ、既にクルタ計算機の設計を終えていた。しかし、ナチス・ドイツによるオーストリア併合（アンシュルス）のため製造ができず、代わりにドイツ陸軍のための測定機器の製造を命じられていた。1943年、おそらく彼の父がリベラルなユダヤ人であったという事実から、ナチスはヘルツシュタルクを「ユダヤ人と破壊分子の支援」「アーリア人種の女性との淫らな関係」との罪状から逮捕し、ブーヘンヴァルト強制収容所に送った。しかし、彼の会社の精密加工技術および彼の技術に関する専門的知識から、ナチスはヘルツシュタルクを"intelligence-slave"として扱った。
ブーヘンヴァルトへの収容によって彼の健康は著しく脅かされていたが、収容所に隣接した工場での労働に呼ばれたときには体調が回復した。その工場の名はヴィルヘルム・グストロフにちなんだものだった。そこでヘルツシュタルクはクルタ計算機の組立図を描くように命ぜられ、ナチスは戦争に勝利した暁にはこれを総統アドルフ・ヒトラーに贈る計画であった。この優遇扱いにより、1945年の解放までブーヘンヴァルトでの収容生活に耐え、生き残り、そして完全な組立図を記憶の中から再構成することができた。